# جمعية الفنون البصرية المعاصرة
جمعية الفنون البصرية المعاصرة جمعية فنية ثقافية عراقية أسسها مجموعة من الفنانين والنقاد والاعلاميين العراقين في بغداد في 11 مايو 2003 لذا تعد أول مؤسسة ثقافية مستقلة تنشاء في العراق ما بعد سقوط نظام البعث، عملت الجمعية في عدد كبير من المحافظات والمدن العراقية وقامت بتنفيذ أكثر من الف مشروع ثقافي وفني في الفترة بين ربيع 2003 خريف 2010، حيث ركزت أعمالها على تدريب الأطفال على الفنون والإنتاج السينمائي واقامة المعارض الفنية ووعقد وتنظيم المؤتمرات والمهرجانات الفنية والثقافية لدعم الثقافة العراقية، يرأس الجمعية الفنان والناقد نزار الراوي ويديرها عبر مجلس إدارة مكون من عدد من الفنانين والاعلامين ومجلس مستشارين مكون من عدد من الشخصيات الفنية والثقافية العراقية.
أقامت جمعية الفنون البصرية المعاصرة عدداً من الأنشطة الثقافية العراقية ذات المستوى الدولي مثل تنظيم مهرجان العراق الدولي للفيلم القصير 2005 ومعرض الفنون التشكيلية والفوتوغراف العراقي في روما 2007، كما رعت عدد مهم من الانشطة الثقافية مثل إصدار مجلة هلا الثقافية بالأضافة لاسهام الجمعية في تأسيس عدد من منظمات المجتمع المدني العراقي الناشطة في مجالات الثقافة والفنون مثل دار لين للفنون والجمعية العرقية لدعم الثقافة ومنظمة سينمائيون بلا حدود وجمعية الفن للطبيعة ومجموعة اقراء فقط.

## وصلات خارجية
- نزار الراوي - البيان متزامناً مع الذكرى الثالثة عشر لاطلاق جمعية الفنون البصرية المعاصرة، الحوار المتمدن